# Malonty
Malonty é uma comuna checa localizada na região da Boêmia do Sul, distrito de Český Krumlov‎.